# Зуровы
Зуровы — древний русский дворянский род.
Род внесён в VI часть родословной книги Тверской и Новгородской губерний.

## История рода
Родоначальник помещик Вологодского уезда Иван Зуров († 1670). В Боярской книге в 1692 году записан его сын, московский дворянин, помещик Вологодского (1670) и Тверского (1675-1684) уездов Михаил Иванович Зуров († 1735).

## Описание герба
Щит четверочастный. В первой, лазоревой части, два на крест положенные дугообразные с золотыми рукоятями меча, над которыми серебряный Греческий крест на серебряном же рогами вверх полумесяце. Во второй чёрной части, два на крест положенные серебряные ружейные ствола, над которыми золотой молоток. В третьей, серебряной части, две лазоревые рыбы. В четвёртой, золотой части, лазоревое стремя, чрез которое продета такая же подкова, сопровождаемая внутри чёрным крестом Св. Иоанна Иерусалимского.
Щит увенчан дворянскими шлемом и короною. Нашлемник: три серебряных страусовых пера. Намёт лазуревый с серебром. Герб рода Зуровых внесён в Часть 11 Общего гербовника дворянских родов Всероссийской империи, стр. 42.

## Известные представители
- Зуров Павел Антиохович — генерал-майор (1845), генерал-лейтенант (1870).
- Зуров Елпидифор Антиохович (1798—1871) — сенатор, генерал-майор, Тульский губернатор.
- Зуров Александр Елпидифорович (1837—1902) — генерал-лейтенант, гродненский губернатор и Санкт-Петербургский градоначальник.

- Зурова Мария Александровна — фрейлина (09 мая 1880).